# 1995 en Saskatchewan
Chronologie de la Saskatchewan
- 1991
- 1992
- 1993
- 1994
- 1995
- 1996
- 1997
- 1998
- 1999

Cette page concerne des événements d'actualité qui se sont produits durant l'année 1995 dans la province canadienne de la Saskatchewan.

## Politique
- Premier ministre : Roy Romanow
- Chef de l'Opposition :
- Lieutenant-gouverneur : John N. Wiebe
- Législature :

## Événements
- 21 juin : élection générale en Saskatchewan — le Nouveau Parti démocratique conserve sa majorité à l'Assemblée législative ; le Parti libéral forme l'opposition officielle.